# FITS
El Flexible Image Transport System (FITS) és un estàndard obert que defineix un format de fitxer digital útil per a l'emmagatzematge, la transmissió i el processament de dades: format com a matrius multidimensionals (per exemple, una imatge 2D) o taules. FITS és el format de fitxer digital més utilitzat en astronomia. L'estàndard FITS s'ha dissenyat específicament per a dades astronòmiques i inclou disposicions com ara la descripció de la informació de calibratge fotomètric i espacial, juntament amb metadades de l'origen de la imatge.
Les metadades de la imatge s'emmagatzemen en una capçalera ASCII llegible pels humans. La informació d'aquesta capçalera està dissenyada per calcular el desplaçament de bytes d'alguna informació a la unitat de dades posterior per donar suport a l'accés directe a les cel·les de dades. Cada fitxer FITS consta d'una o més capçaleres que contenen imatges de targetes  que porten parells de paraula clau/valor, intercalats entre blocs de dades. Els parells de paraula clau/valor proporcionen informació com ara la mida, l'origen, les coordenades, el format de les dades binàries, els comentaris de forma lliure, l'historial de les dades i qualsevol altra cosa que el creador desitgi: mentre que moltes paraules clau estan reservades per a l'ús de FITS, l'estàndard permet l'ús arbitrari. de la resta de l'espai de noms.

## Imatges
El tipus de dades FITS més antic i encara més utilitzat és una capçalera d'imatge/bloc de dades. El terme "imatge" s'aplica de manera una mica vaga, ja que el format admet matrius de dades de dimensió arbitrària; les dades d'imatge normals solen ser 2-D o 3-D, amb la tercera dimensió que representa, per exemple, el temps o el pla de color. Les dades en si mateixes poden estar en un dels diversos formats d'enter i de coma flotant, especificats a la capçalera.
Les capçaleres d'imatge FITS poden contenir informació sobre un o més sistemes de coordenades científiques que es superposen a la pròpia imatge. Les imatges contenen un sistema de coordenades cartesianes implícit que descriu la ubicació de cada píxel a la imatge, però els usos científics solen requerir treballar en coordenades "mundials", per exemple el sistema de coordenades celestials. A mesura que FITS s'ha generalitzat des de la seva forma original, les especificacions del sistema de coordenades mundials (WCS) s'han tornat més i més sofisticades: les primeres imatges de FITS permetien un factor d'escala simple per representar la mida dels píxels; però les versions recents de l'estàndard permeten múltiples sistemes de coordenades no lineals, que representen distorsions arbitràries de la imatge. L'estàndard WCS inclou moltes projeccions esfèriques diferents, incloent, per exemple, la projecció esfèrica HEALPix àmpliament utilitzada per observar la radiació còsmica de fons de microones.

## Taules
FITS també admet dades tabulars amb columnes anomenades i files multidimensionals. S'han especificat els formats de taula binari i ASCII. Les dades de cada columna de la taula poden tenir un format diferent de les altres. Juntament amb la capacitat d'encadenar diversos blocs de capçalera/dades, això permet que els fitxers FITS representin bases de dades relacionals senceres.

## Ús de fitxers FITS
El suport FITS està disponible en una varietat de llenguatges de programació que s'utilitzen per a treballs científics, com C, C++, C#, Fortran, IGOR Pro, IDL, Java, Julia, LabVIEW, Mathematica, MATLAB, Perl, Perl Data Language (PDL), Python, R i Tcl. L'Oficina de Suport FITS de la NASA / GSFC manté una llista de biblioteques i plataformes que actualment admeten FITS.

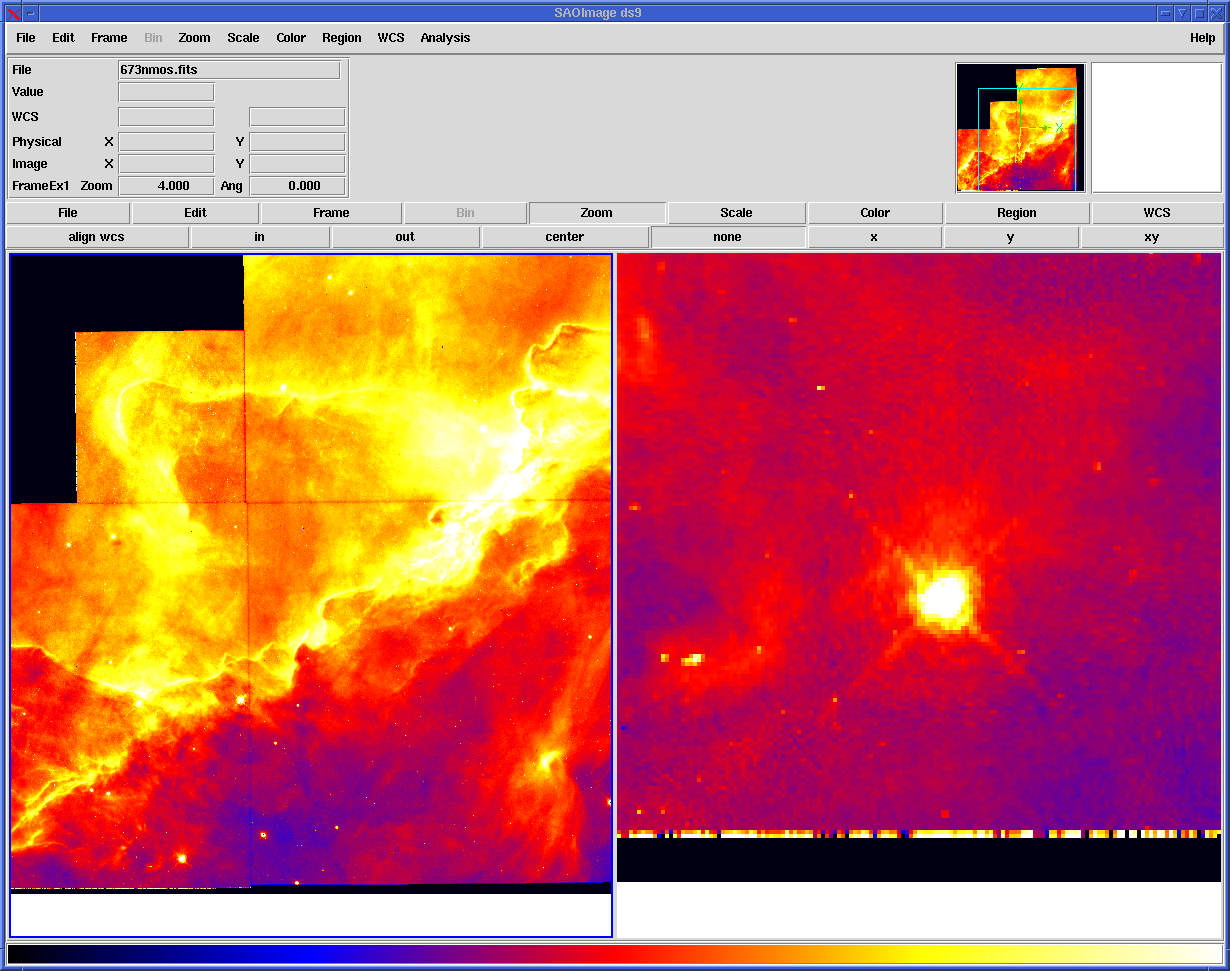
SAOImage DS9 a FVWM2

Els programes de processament d'imatges com ImageJ, GIMP, Photoshop, Chasys Draw IES, XnView i IrfanView generalment poden llegir imatges FITS senzilles, però sovint no poden interpretar taules i bases de dades més complexes. Els equips científics sovint escriuen el seu propi codi per interactuar amb les seves dades FITS, utilitzant les eines disponibles en l'idioma que escolliu. El programari FITS Liberator és utilitzat pels científics d'imatge de l'Agència Espacial Europea, l'Observatori Europeu Austral i la NASA. L'aplicació de visualització de dades astronòmiques SAOImage DS9  està disponible per a molts SO i gestiona imatges i capçaleres.
Molts entorns informàtics científics fan ús de les dades del sistema de coordenades a la capçalera FITS per mostrar, comparar, rectificar o manipular d'una altra manera imatges FITS. Alguns exemples són la biblioteca de transformació de coordenades inclosa amb PDL, la biblioteca PLOT MAP a l'arbre de programari relacionat amb la física solar de Solarsoft , la biblioteca AST del projecte Starlink en C i el paquet PyFITS a Python, ara fusionat a la biblioteca Astropy.

## Formats de fitxers semblants
- Format de dades científiques avançades (ASDF)
- Format jeràrquic de dades (HDF)
- Format de dades comú (CDF)
- NetCDF

## Llançament
El format FITS es va estandarditzar per primera vegada l'any 1981; ha anat evolucionant gradualment des de llavors, i la versió més recent (4.0) es va estandarditzar el 2016. FITS es va dissenyar amb la mirada cap a l'emmagatzematge d'arxius a llarg termini, i la màxima un cop FITS, sempre FITS representa el requisit que els desenvolupaments del format han de ser retrocompatibles.
La versió estàndard FITS 4.0 va ser aprovada oficialment pel grup de treball FITS de la IAU
| Versió FITS  | Data de publicació | Notes                                                                                  |
| ------------ | ------------------ | -------------------------------------------------------------------------------------- |
| 4.0          | juliol de 2016     | -                                                                                      |
| 3.0          | juliol 2008        | -                                                                                      |
| 2.1b         | desembre 2005      | S'ha afegit suport per a matrius primàries amb enters de 64 bits i extensions d'imatge |
| NOST 100-2.0 | març de 1999       | -                                                                                      |
| NOST 100-1.0 | juny de 1993       | -                                                                                      |